# Нецветаев-Долгалёв, Владимир Венидиктович
Владимир Венидиктович Нецветаев-Долгалёв (род. 9 апреля 1970, Пермь) — российский скалолаз. Первый в России чемпион мира и Заслуженный мастер спорта среди мужчин по скалолазанию. Единственный среди россиян чемпион X-Games по скалолазанию. Многократный победитель и призёр этапов Кубка мира, международных турниров, а также чемпионатов и Кубков России.

## Биография
Родился в Перми. До 14 лет учился в спецклассе по плаванию. В 1985 году переехал в Красноярск, где попал в секцию скалолазания к заслуженному тренеру России Рудольфу Рудольфовичу Руйга. Уже через год на первенстве ВЦСПС (аналог детского первенства СССР) под его руководством завоевал серебро. И ещё через год в 1987 на подобном турнире повторил результат.
В 1988 году ушёл на срочную службу в ряды Советской Армии в космические войска. После армии продолжил тренировки и в 1991 году на всесоюзном турнире памяти Евгения Абалакова занял второе место, выполнив норматив мастера спорта СССР.
В апреле 1993 стал первым из россиян, кто выиграл этап Кубка мира (Франкфурт-на-Майне), что позволило стать мастером спорта России международного класса. В мае того же года в Инсбруке (Австрия) стал чемпионом мира вместе с другой представительницей России Ольгой Бибик (Красноярск).
С 1995 года служил по контракту в ЦСК ВВС.
В 1995 на чемпионате мира в Женеве (Швейцария) — бронза.
В 1999 году на чемпионате мира в Бирмингеме (Великобритания) — серебро.
Четыре года подряд выигрывал престижный турнир Rock Master в итальянском городе Арко.
В 1998 году на X-Games в Сан-Диего (США) стал чемпионом.
За высокие достижения в спорте в 2007 году вместе с Татьяной Руйга (двухкратная чемпионка мира) получил звание заслуженный мастер спорта.
В 2008 году нелепая случайность обернулась переломом основания черепа и трепанацией (инвалид II группы). После реабилитации стал выступать в параклаймиге (скалолазание среди инвалидов). RockMaster 2012 год — бронза, 2014 — золото. На чемпионате мира 2016 года среди инвалидов в группе ПОДО (поражение опорно-двигательного аппарата) завоевал бронзовую медаль.
За заслуги в 2016 году присвоено звание «Ветеран труда».
Женат на балерине Большого театра Елене Георгиевне Нецветаевой-Долгалёвой. Трое детей (дочь Полина — артистка балета Большого театра), четверо внуков. В данный момент на пенсии.